# Schulzengrundbach
Der Schulzengrundbach ist ein 1 Kilometer langer Mittelgebirgsbach im bayerischen Spessart und ein linker Zufluss des Westerbachs im unterfränkischen Landkreis Aschaffenburg.

## Geografie

### Verlauf
Der Schulzengrundbach entspringt östlich von Oberwestern, zwischen dem Geißberg und dem Rengersberg im Seitengraben rechts der asphaltierten Schulzengrundstraße. Er fließt in südwestliche Richtung durch den Schulzengrund und mündet in Oberwestern gegenüber dem Dörnsenbach in den Westerbach.

### Flusssystem Kahl
- Fließgewässer im Flusssystem Kahl

## Geschichte

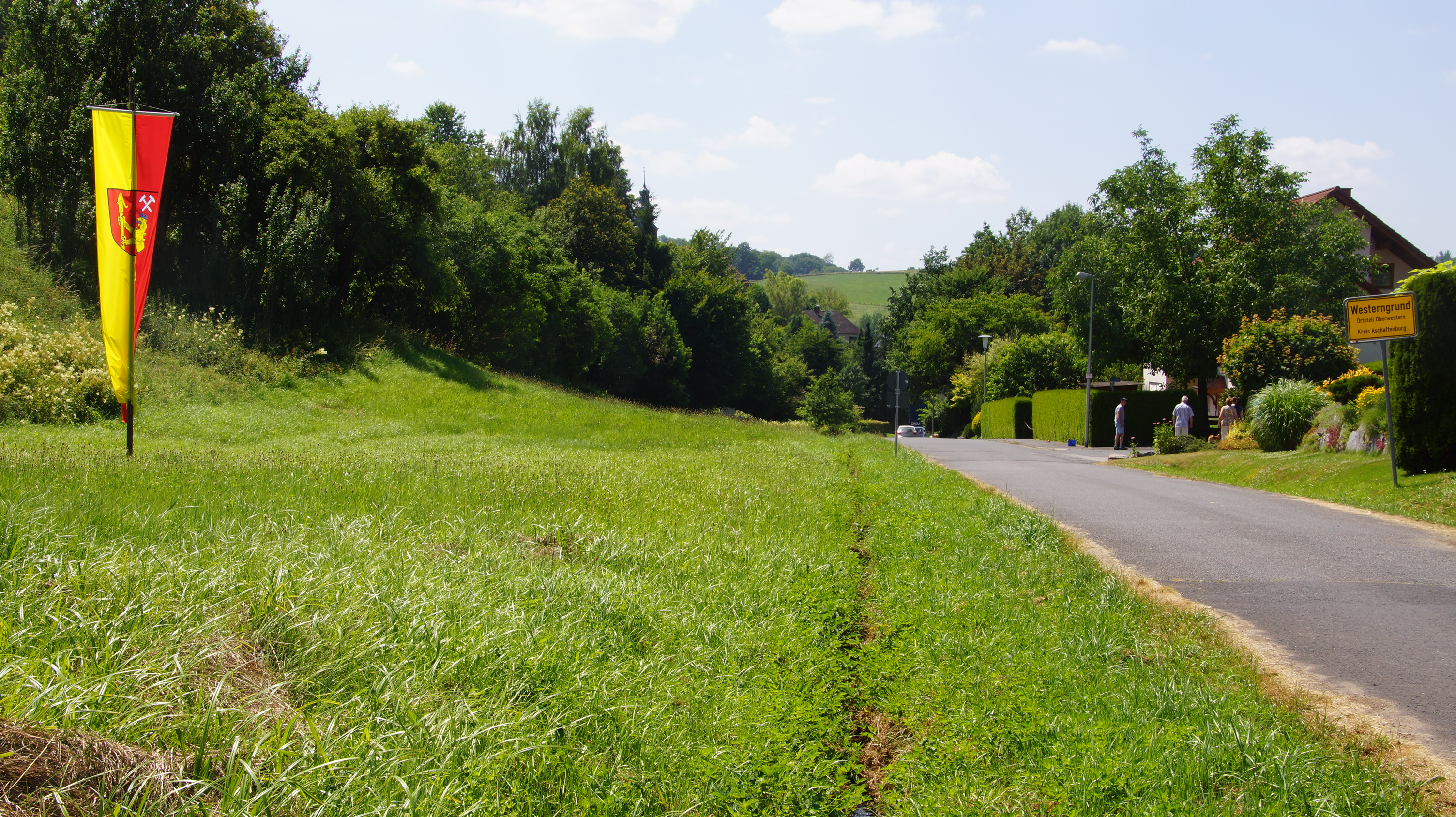
Ehemaliger Geographischer Mittelpunkt der Europäischen Union am Schulzengrundbach (in der Bildmitte) in Oberwestern

Vom 1. Juli bis zum 31. Dezember 2013, durch Beitritt von Kroatien zur Europäischen Union, lag der geographische Mittelpunkt der EU auf einer Wiese links des Schulzengrundbachs (Lage) am Ortsrand von Oberwestern. Dieser Standort war mit einer Fahne der Gemeinde Westerngrund markiert. Durch Beitritt von Mayotte hat sich dieser Punkt am 1. Januar 2014 etwa 500 m nach Süden und durch den Brexit am 31. Januar 2020 nach Gadheim verschoben.